# Olli Huttunen
Olavi Huttunen detto Olli (Kajaani, 4 agosto 1960) è un ex calciatore e allenatore di calcio finlandese, di ruolo portiere.

## Carriera

### Giocatore
Ha trascorso l'intera carriera all'Haka dove detiene il record di presenze in campionato.
Ha giocato 61 partite in Nazionale.

### Allenatore
Ha cominciato la sua carriera di allenatore nel club (l'Haka) con cui è rimasto per tutta la sua carriera; dal 1998 al 2002 come vice di Keith Armstrong, dal 2002 al 2009 come capo allenatore.
Il 17 novembre 2010 allenò la nazionale finlandese per una partita valida per le Qualificazioni al campionato europeo di calcio 2012 contro San Marino, sostituendo Stuart Baxter.

## Palmarès

### Giocatore

#### Competizioni nazionali
- Campionato finlandese: 1

Haka: 1995
- Liigacup: 1

Haka: 1995

#### Individuale
- Calciatore finlandese dell'anno: 2

1982 (secondo la Suomen Palloliitto), 1984 (sia per la Suomen Palloliitto che per i giornalisti sportivi)